# Вьенно, Нелли
Нелли Андре Вьенно (фр. Nelly Andrée Viennot), урождённая Боде (фр. Bodé, род. 8 января 1962, Флер) — французская футбольная судья, судья международных матчей категории УЕФА и ФИФА. Судья женских футбольных турниров Олимпиад 1996 и 2004 годов. Первая в истории мужской Лиги чемпионов УЕФА женщина-арбитр. В 2006 году была единственной женщиной-кандидатом на попадание в список арбитров мужского чемпионата мира в Германии.

## Биография
Судейскую карьеру начала в 1987 году. С января 1995 года является линейным арбитром международной категории. 23 апреля 1996 года впервые в истории Франции провела матч в качестве судьи, отработав на матче 34-го тура чемпионата Франции между ПСЖ и «Мартиг» на стадионе «Парк де Пренс». Руководство ПСЖ пыталось перед матчем безуспешно снять кандидатуру Вьенно, поскольку парижане отставали от лидировавшего «Осера» на одно очко и не желали доверять судейство человеку, не имевшему прежде серьёзного опыта судейства. По словам самой Вьенно, на момент своего назначения она работала только в Лиге 2 и восприняла сообщение о своём назначении на игру Лиги 1 в качестве ошибки. Разминку перед игрой она вместе с судейской бригадой провела в раздевалке, чтобы избежать лишнего давления со стороны зрителей.
В том же 1996 году на Олимпиаде в Атланте Вьенно и ещё две женщины (мексиканка Мария Родригес и датчанка Гитте Хольм) в рамках эксперимента ФИФА впервые в истории вошли в состав судейской бригады мужского футбольного турнира. Вьенно работала лайнсменом на матче сборных Японии и Нигерии. Также она вошла в состав судейской бригады, обслуживавшей финал женского олимпийского турнира между США и Китаем. По итогам турнира ФИФА признала эксперимент удачным, поскольку ни Вьенно, ни Родригес, ни Хольм не допустили ни одной серьёзной ошибки в матчах, которые они судили, и рекомендовала распространить данную практику.
3 ноября 1999 года Вьенно стала первой женщиной-судьёй на матче Лиги чемпионов УЕФА: она отработала матч первого группового этапа между «Молде» и «Реалом», проработав весь матч в качестве бокового арбитра. 21 декабря 2000 года матч чемпионата Франции между «Страсбуром» и «Мецем», который обслуживала Вьенно, был остановлен на 66-й минуте после того, как в голову Нелли попала петарда. Женщина была отправлена в больницу в шоковом состоянии, однако врачи не выявили у неё серьёзных повреждений. Полиция арестовала 21-летнего служащего кафетерия, который и оказался тем самым человеком, швырнувшим петарду. «Страсбур» в итоге оштрафовали на три очка, а его стадион был дисквалифицирован.
1 сентября 2001 года Вьенно вошла в бригаду французского арбитра Алена Сара, которая судила матч группы 5 зоны УЕФА отборочного цикла чемпионата мира 2002 года между сборными Беларуси и Украины. 10 октября того же года она судила матч первого группового этапа Лиги чемпионов УЕФА между московским «Спартаком» и пражской «Спартой»: бригаду возглавлял француз Эрик Пуля, проводивший также свой первый лигочемпионский матч. На присутствие женщины в бригаде обратил внимание и телекомментатор Владимир Маслаченко в эфире телеканала НТВ. 21 июля 2002 года Вьенно стала первой женщиной-судьёй в турнирах сборных УЕФА — она отработала помощницей греческого арбитра Георгиоса Каснафериса на матче группового этапа чемпионата Европы среди юношей до 19 лет между сборными Словакии и Норвегии.
19 февраля 2003 года Вьенно судила в качестве помощницы французского арбитра Жиля Вессьера матч второго группового этапа Лиги чемпионов между «Миланом» и «Локомотивом». 24 апреля того же года в составе той же бригады Вессьера работала на ответном полуфинальном матче Кубка УЕФА между «Лацио» и «Порту». 14 мая за свою 23-летнюю профессиональную деятельность в спорте была награждена орденом «За заслуги» степени кавалера. В том же году она работала на матчах женского чемпионата мира. По итогам года была признана лучшим линейным арбитром во Франции.
20 мая 2004 года Нелли Вьенно вошла в бригаду арбитров во главе с швейцаркой Николь Петинья, которые должны были судить игру между женской сборной Германии и женской сборной мира на стадионе «Стад де Франс» — матч был приурочен к 100-летию ФИФА. В том же году Вьенно судила некоторые матчи женского футбольного турнира Олимпиады в Афинах. 5 мая 2005 года Вьенно работала в качестве помощницы люксембургского арбитра Алана Хамера первый полуфинальный матч Кубка УЕФА между ЦСКА и «Пармой». 8 июня того же года работала в бригаде французского судьи Эрика Пуля на матче группы 3 зоны УЕФА отборочного цикла чемпионата мира 2006 года между сборными России и Латвии.
В апреле 2006 года стало известно, что Нелли Вьенно вошла в список из 82 кандидатов на роли ассистентов главных арбитров чемпионата мира в Германии. Предполагалось, что если она успешно пройдёт с 18 по 21 апреля тесты арбитров, включавшие проверку физической готовности и знание правил игры, то сможет стать судьёй чемпионата мира. Однако в окончательный список из 60 ассистентов Вьенно не попала, не пройдя тесты на физическую подготовку.
В 2007 году она завершила судейскую карьеру. Всего за свою карьеру Вьенно отработала на 46 футбольных матчах мужских команд.
Замужем, есть дети. После завершения карьеры стала домохозяйкой. Хобби — теннис, сквош, пеший туризм, чтение книг.

## Награды
- Кавалер ордена «За заслуги» (14 мая 2003)[1]